# ایزه-ئو
ایزه-ئو (به ایتالیایی: Iseo) یک کومونه در ایتالیا است که در استان برشا واقع شده‌است. ایزه-ئو ۲۵ کیلومتر مربع مساحت و ۹٬۲۳۷ نفر جمعیت دارد و ۱۸۶ متر بالاتر از سطح دریا واقع شده‌است.